# 楠屈斯
楠屈斯（法語：Nancuise，法語發音：[nɑ̃kɥiz]）是法国汝拉省的一个市镇，属于隆斯勒索涅区。

## 地理
楠屈斯（46°28'1"N, 5°32'6"E）面积5.21 平方千米，位于法国勃艮第-弗朗什-孔泰大區汝拉省，该省份为法国东部内陆省份，北起上索恩省，西北接科多尔省，西临索恩-卢瓦尔省，南至安省，东与杜省和瑞士接壤。
与楠屈斯接壤的市镇（或旧市镇、城区）包括：罗托奈、尚贝里亚、沙韦里亚、瓦卢斯河畔马里尼亚、莫讷泰、皮莫兰。

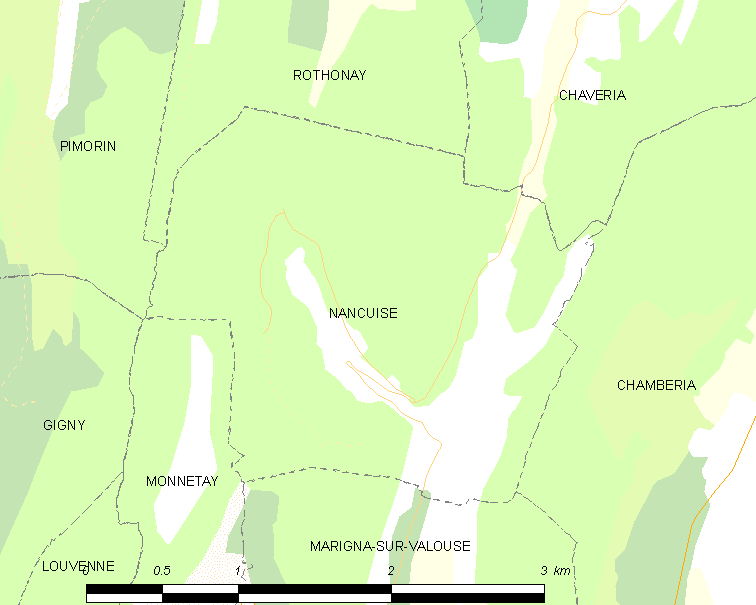
楠屈斯的OSM定位图

楠屈斯的时区为UTC+01:00、UTC+02:00（夏令时）。

## 行政
楠屈斯的邮政编码为39270，INSEE市镇编码为39380。

## 政治
楠屈斯所属的省级选区为穆瓦朗昂蒙塔涅县。

## 人口

1962-2008年间楠屈斯人口变化图示

楠屈斯于2022年1月1日时的人口数量为41人。